# Réserve écologique Marcel-Léger
La réserve écologique Marcel-Léger est une réserve écologique située au Québec (Canada) dans la ville de Trois-Rivières. Elle comprend la totalité de l'île aux Sternes qui est située sur le Saint-Laurent. Cette île artificielle a été protégée dans le but d'observer la colonisation de la faune et de la flore.

## Toponymie
La réserve écologique a été nommée en l'honneur de Marcel Léger (1930-1993), qui fut le premier ministre de l'Environnement du Québec. Elle fut renommée le 20 mars 2002 pour célébrer le 25e anniversaire de la création du ministère.
Avant 2002, celle-ci portait le nom de réserve écologique de l'Île-aux-Sternes. Elle devait ce nom à la présence de Sterne pierregarin sur l'île à ses débuts. Bien que ceux-ci aient abandonné l'île quand la végétation forestière a pris le dessus, l'île conserva quand même son nom.

## Géographie
La réserve écologique est située à neuf kilomètres au sud-ouest du centre-ville de Trois-Rivières. Elle est située dans les limites de celle-ci. Bien que non accessible au public, la réserve est facilement observable de la route 138 qui passe à 100 m au nord de la réserve.
La réserve partage ses limites avec l'habitat du rat musqué de l'île aux Sternes  qui fait 63 800 m2 et l'aire de concentration d'oiseaux aquatiques de l'île aux Sternes qui fait 9,3 km2.
La réserve est située dans la province naturelle des basses-terres du Saint-Laurent. Il comprend la totalité de l'île aux Sternes, une île artificielle créée en 1967 lors du dragage du Saint-Laurent. Il s'agit d'une île de faible altitude atteignant 6 m en son centre. Elle est composée principalement de sédiments fins de la mer de Champlain empilés en vrac.

## Histoire
L'île aux Sternes a été créé artificiellement en 1965 lors du dragage du fleuve Saint-Laurent. En 1973, un groupe d'étudiant de l'Université du Québec à Trois-Rivières a constaté que la végétation nouvelle installée a attiré une colonie de sterne pierregarin sur l'île, ce qui lui donna son nom. Dès sa création, elle a été considérée par les scientifiques comme un milieu naturel en formation et son évolution est suivie avec intérêt, pour étudier la genèse de la flore sur les îles du Saint-Laurent. Le gouvernement, qui a voulu protéger ce site, crée la réserve écologique de l'Île-aux-Sternes en 1981.
Le nom original de la réserve était la réserve écologique de l'Île-aux-Sternes. Son nom fut changé en 2002 pour commémorer Marcel Léger (1930-1993), qui fut titulaire en 1979 du premier ministère dédié exclusivement à l'environnement au Québec.

## Patrimoine naturel

### Faune
L'île aux Sternes fait partie d'une des plus importantes voies de migration des oiseaux d'Amérique du Nord. On y rencontre entre autres des goélands et des bécasseaux qui fréquentent les rivages de l'ile. La bécassine, les râles et la Sterne pierregarin nichent quant à eux dans l'île.

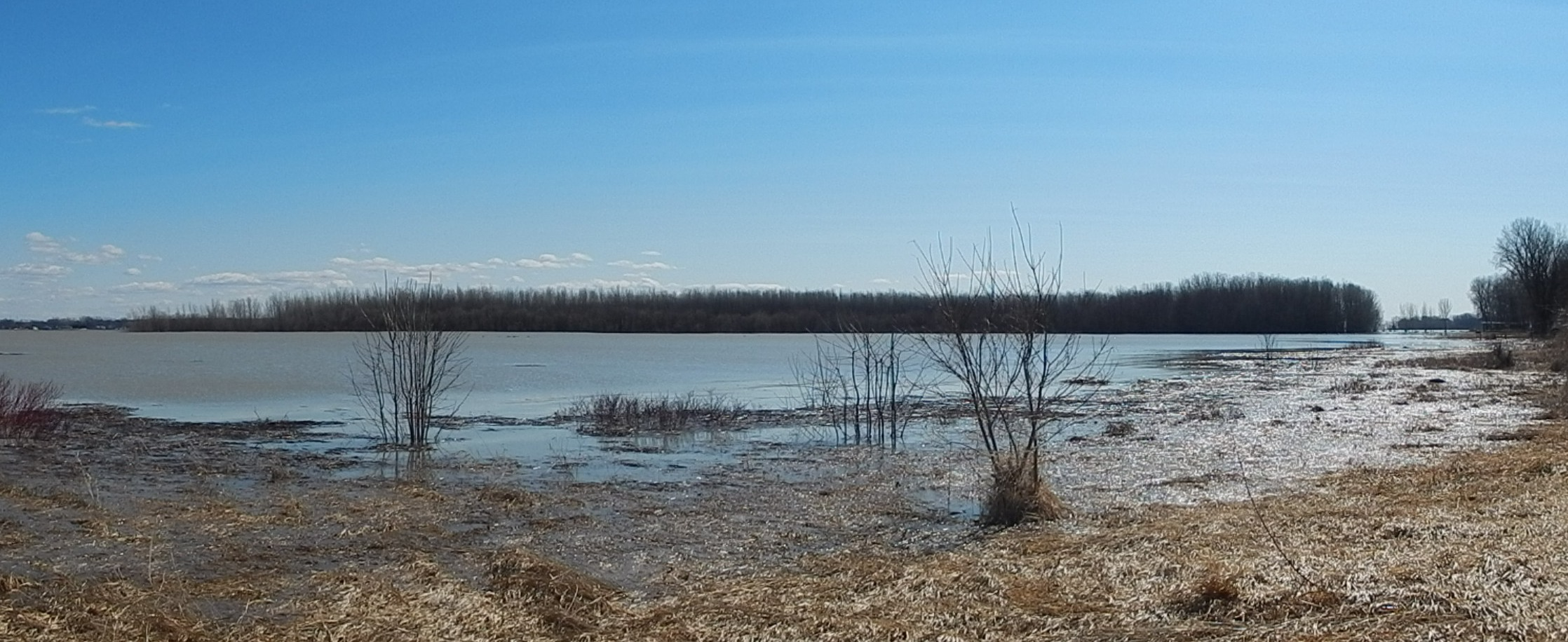
Île aux Sternes ou réserve écologique Marcel-Léger.